# ジーナ・プリンス＝バイスウッド
ジーナ・プリンス＝バイスウッド（Gina Prince-Bythewood、1969年6月10日 - ）は、アメリカ合衆国の映画監督。ロサンゼルス出身。

## 作品
- ウーマン・キング 無敵の女戦士たち
- オールド・ガード
- リリィ、はちみつ色の秘密
- バイカーボーイズ
- フェイス・イン・ラブ
- ワン・オン・ワン ファイナル・ゲーム
- フェリシティの青春